# 南部彰三
南部 彰三（なんぶ しょうぞう、1898年6月26日 - 1981年11月16日）は、日本の俳優である。本名は鴛海 正次（おしうみ まさじ）。旧芸名は南部 章三（読み同じ）、南部 彰（なんぶ あきら）。

## 来歴・人物
1898年（明治31年）6月26日、大分県速見郡日出町に生まれる。
1916年（大正5年）、大分県立杵築中学校（現在の大分県立杵築高等学校）卒業後、県下で代用教員を務め、1919年（大正8年）、歩兵47聯隊に入隊。同年4月、シベリア出兵に従軍し、同年8月に帰還。1921年（大正10年）に除隊後、再び代理教員を務めていたが、1922年（大正11年）4月に上京。陸軍省東京経理部に就職すると共に日本大学商学部予科に入学する。
関東大震災直後の1923年（大正12年）10月、新国劇の沢田正二郎が日比谷野外音楽堂で催した罹災市民慰安の野外劇を鑑賞して感動し、俳優を志す。同月、大学を中退し、1924年（大正13年）3月には陸軍省も退職、日本映画俳優学校の2期生として入学。同期には小杉勇、見明凡太郎がいた。1925年（大正14年）11月に学校を中退し、1926年（大正15年）1月、日活大将軍撮影所に入社。そして同年、南部章三という芸名で村田実監督映画『日輪』で映画デビューを果たす。1927年（昭和2年）、東坊城恭長監督デビュー作で阿部豊が補佐した映画『旅芸人』で初主演を演じた。以降も岡田時彦・夏川静江共演映画『人形の家』に助演したほか、『地下鉄三吉』『意気衝天』と立て続けに主演。中でも田坂具隆には特に重用され、以後、田坂が1932年（昭和7年）に日活を退社するまで緊密な関係が続いた。その後も、1932年（昭和7年）に開催されたロサンゼルス五輪で優勝した南部忠平選手に扮して話題になった木藤茂監督映画『天晴れ三段跳』や山路ふみ子共演映画『恋の踊子』、夏川共演映画『青春無情』などに主演、時には準主演し、人気を博した。
しかし1934年（昭和9年）1月、某助監督の昇進を擁護して日活社長の中谷貞頼に抗議したことから馘首され、大都映画へ入社を余儀なくされる。根岸東一郎監督映画『さくら音頭』などに主演して、同年10月に退社。退社後は河部五郎一座に参加して公園劇場を振出しに四国地方・九州地方を中心に巡演。1935年（昭和10年）4月、新興キネマ谷津撮影所に入社し、勝浦仙太郎監督映画『傷だらけのお秋』などに助演。1936年（昭和11年）2月、京都撮影所へ移籍し、市川男女之助共演・石田民三監督映画『海道百里』など多数の時代劇に出演した。
以後は脇役に回り、1942年（昭和17年）1月からは統合により大映京都撮影所に所属し、以後、多数の時代劇・現代劇に脇役として出演。この間、戦後の1951年（昭和26年）に南部 彰三と改名しているが、一時期南部 彰という芸名を用いた事もある。1971年（昭和46年）、大映倒産によりフリーとなるが、1978年（昭和53年）に公開された熊井啓監督映画『お吟さま』まで長く活躍した。1979年（昭和54年）に発行された『日本映画俳優全集 男優篇』では、存命人物として京都府京都市左京区修学院坪江町の連絡先が示されている。以後の消息は不明とされていたが、南部の孫の証言によると、晩年は妻に先立たれ、認知症のため娘の在住している北海道札幌市に同居し、後に息子の居る埼玉県所沢市北野に移住したという。。1981年（昭和56年）11月16日、静養先の同地で死去した。満83歳没。
また、芸能活動の傍ら1953年（昭和28年）に月形龍之介が創立した日芸信用組合の理事を務めたほか、京都芸術国民健康保険組合の創立に尽力して常務理事を務め、その功績を讃えて1977年（昭和52年）、厚生労働大臣賞を受賞した。

## 出演作品

### 映画
- 火柱 （1926年、日活大将軍） - 磯原留三
- 愛の風景 （1929年、日活太秦） - 三郎
- 東京行進曲 （1929年、日活太秦） - 島津健
- 原田甲斐 （1929年、日活太秦） - 菅野小介
- 八剣飛龍 （1929年、日活太秦） - 陣門新十郎
- 蒼白き薔薇 （1929年、日活太秦） - 村井直哉
- 霧の夜の客間 （1932年、日活太秦） - 君村
- 受難華 （1932年、日活太秦） - 守山
- 青春よいづこ （1933年、日活太秦） - 松村孝一
- シンガポール總攻撃 （1943年、大日本映画京都）
- マライの虎 （1943年、大日本映画東京） - 安田
- 十三の眼 （1947年、大映京都）
- 透明人間現わる （1949年、大映京都） - 宮沢梅夫
- 雨月物語（1953年、大映京都） - 神官
- 山椒大夫（1954年、大映京都） - 平正末
- 花の白虎隊（1954年、大映）
- 宇宙人東京に現わる（1956年、大映） - 磯辺直太郎
- 千代田城炎上 (1959年)
- 疵千両（1960年）
- うっちゃり姫君（1961年、大映京都） - 阿部左京之亮
- 裁かれる越前守（1962年、大映京都） - 大岡兵九郎
- 第三の影武者（1962年、大映京都）
- 妖僧 (1963年)
- 女系家族（1963年、大映京都） - 医師
- 新・鞍馬天狗 五条坂の決闘 (1965年)
- 若親分喧嘩状（1966年、大映）
- 大殺陣 雄呂血（1966年、大映）
- 刺青（1966年、大映京都） - 嘉兵衛
- 華岡青洲の妻（1967年、大映京都） - 加恵の祖父
- 若親分を消せ（1967年、大映）
- 古都憂愁 姉いもうと（1967年、大映京都）
- ひとり狼（1968年、大映京都） - 清滝徳兵衛

### テレビドラマ
- 新吾十番勝負（TBS / 松竹テレビ室）
  - 第10話「きつね御殿」（1966年）- 三浦伯耆守
  - 第33話「くれない三度笠」（1967年）- 松平忠愛
- 銭形平次 第75話「お妻あわれ」（1967年、CX / 東映） - 坂部忠右ヱ門
- 木枯し紋次郎（1972年、フジテレビ / C.A.L） 
  - 第2部 第2話「暁の追分に立つ」- 酒屋の店主
  - 第2部 第4話「地獄を嗤う日光路」- 僧侶
- 助け人走る 第33話「忠誠大心外」（1974年、ABC / 松竹） - 僧呂
- 座頭市物語 第2話「子守唄に咲いた女郎花」（1974年、CX / 勝プロ） - 弥平
- 新木枯し紋次郎 第24話「虚空に賭けた賽一つ」（1978年、CX / C.A.L）- 仁右衛門（回想シーンの父親）
- 必殺からくり人・富嶽百景殺し旅 第13話「尾州不二見原」（1978年） - 茂作